# Brown County (Ohio)
 For alternative betydninger, se Brown County. (Se også artikler, som begynder med Brown County)
Brown County er et county i den amerikanske delstat Ohio. Amtet ligger i den sydlige del af delstaten og grænser op til Clinton County i nord, Highland County i nordøst, Adams County i øst og mod Clermont County i vest. Amtet grænser også op imod delstaten Kentucky i syd.
Brown Countys totale areal er 1.283 km², hvoraf 9 km² er vand. I 2000 havde amtet 42.285 indbyggere.
Hovedbyen er Georgetown.
Amtet blev grundlagt i 1818 og er opkaldt efter Jacob Brown, som var officer under den britisk-amerikanske krig.

## Demografi
Ifølge folketællingen fra 2000 boede der 42.285 personer i amtet. Der var 15.555 husstande med 11.790 familier. Befolkningstætheden var 215 personer pr. km². Befolkningens etniske sammensætning var som følger: 98,08% hvide, 0,92% afroamerikanere.
Der var 15.555 husstande, hvoraf 37,10% havde børn under 18 år boende. 61.30% var ægtepar, som boede sammen, 10,00% havde en enlig kvindelig forsøger som beboer, og 24.,0% var ikke-familier. 20,20% af alle husstande bestod af enlige, og i 8,50% af tilfældende boede der en person som var 65 år eller ældre.
Gennemsnitsindkomsten for en hustand var $38.303 årligt, mens gennemsnitsindkomsten for en familie var på $43.040 årligt.

## Eksterne Henvisninger
- Wikimedia Commons har flere filer relateret til Brown County (Ohio)
- Brown County Auditor Arkiveret 14. maj 2011 hos  Wayback Machine
- Brown County News Arkiveret 26. december 2012 hos  Wayback Machine
- Brown County Fair
- Brown County Government

38°56′N 83°52′V / 38.93°N 83.87°V